# Kemény Katalin
Kemény Katalin (Torda, 1909. augusztus 31. – Budapest,  2004. január 10.) magyar író, művészettörténész, műfordító. Kemény Gábor pedagógus lánya, Hamvas Béla író, filozófus felesége.

## Élete
Édesapját, Kemény (született Kohn) Gábort 1921-ben katonai szervezkedéssel vádolva a román hatóságok bebörtönözték, majd az egész családot kitoloncolták Erdélyből. Budapesten telepedtek le, Kemény Katalin itt folytatta a tanulmányait. 1932-ben a Pázmány Péter Tudományegyetemen magyar-francia, majd filozófia doktori diplomát szerzett. A harmincas évektől jelentek meg különböző folyóiratokban (Esztétikai szemle, Erdélyi Múzeum, Független Szemle, A jövő útjain, Korunk Szava, Magyar Írás, Pásztortűz, Szocializmus) tanulmányai és novellái.
1936-ban feltűnést keltett az első magyar Rabelais-fordítás elkészítésével és publikálásával. A fordítás megjelenése révén ismerkedett össze Hamvas Bélával, akivel 1937-ben házasságot kötött.
Óbudán bérelt lakásukat a háború végén bombatalálat éri, és Kemény összes kézirata − akárcsak a férjéé − megsemmisült. 1945-től rendszeresen publikált, többek között a Diárium, Embernevelés, Esztétikai évkönyv lapjain jelentek meg írásai. 1948-ban Lukács György vitairatban politikailag károsnak minősítette Hamvas Bélával közösen írt könyvét, a Forradalom a művészet-bent, melyben – elméleti esszék mellett – elsősorban az Európai Iskola avantgárd művészeinek szellemi távlatait és az „igazságkereső festészet” lehetőségeit kutatták. Kemény Katalinra hosszú elnémítás várt; a következő évtizedekben csupán a párizsi Magyar Műhelyben jelenhetett meg egy regényrészlete (Soliloquia címmel, 1965-ben).
Kemény Gábor elhunyta után ő rendezte sajtó alá édesapja pedagógiatörténeti munkáit, aminek eredményeként jelent meg A pedagógiai tudat kialakulása Magyarországon című kötet 1986-ban. Férje 1968-as halála után Hamvas Béla írói hagyatékának gondozását is Kemény Katalin látta el.

## Művei
- Erdélyi emlékírók (Erdélyi Tudományos Füzetek 47. sz., Cluj-Kolozsvár, Minerva, 1932)
- Alain, a moralista művészetfilozófiája, Élők és holtak (esszé, 1946)
- Forradalom a művészetben. Absztrakció és szürrealizmus Magyarországon (Hamvas Bélával közösen, Misztótfalusi, 1947)
- Az ablak, a táj, a valóság (Veszelszky Béla) (Ars Hungarica, 1981/1.)
- Arc-maszk-ikon (Vajda Lajos) (In.: A Janus Pannonius Múzeum évkönyve (1985-86), Pécs, 1987)
- Labdajáték, Misztérium hét színben (regény, Magvető, 1988)
- Az ember, aki ismerte saját neveit. Széljegyzetek Hamvas Béla Karneváljához (Akadémiai Kiadó, 1990)
- ...de a sivatag. Levelek a halott baráthoz (regény, esszék, Medio Kiadó /Életünk könyvek/, 1993)
- Sztélé nagyanyámnak - A sötétség leányának ölében a világító tojásokkal (regény, Editio M Kiadó, 2002)
- A hely ismerője (esszék, Kortárs Kiadó, 2006)
- Maszk és valóság (esztétikai írások, szerk. Bordács Andrea, Ernst Múzeum, 2006)
- Így én őt és így ő engem (versek, Vigília, 2008/3.)
- Hét fátyol (válogatott írások, szerk. Szántó F. István, magánkiadás, 2009)
- Élet és életmű. Hamvas Béla, 1897-1968; Hamvas Béla Városi Könyvtár, Százhalombatta, 2009

## Fordításai
- Rabelais: Gargantua /Pantagrueli vidámságok könyve/ (előszó Benedek Marcell, Budapest, Merkantil Ny., 1936)
- Alexandra David-Neel: Arjopa (Európai asszony zarándokútja a tiltott Lhászába) (Ampelos, Debrecen, 1940)
- Valéry, Paul: Európa nagysága és hanyatlása (Egyetemi Nyomda, 1945)
- Az olajárus és a kurtizán. Négy elbeszélés a Csin ku csi kuan gyűjteményből (Európa, 1958)
- Mostani és régi idők csodálatos látványai (kínai elbeszélések, Európa, 1960)